# Serge Baroteaux
Serge Baroteaux, né à Tours le 12 novembre 1952, est un sculpteur français traitant des scènes de vie humaines ou animales, travaillant la ronde-bosse ainsi que la médaille. Formé à l’École supérieure des beaux-arts de Tours, il privilégie la cire au moment de la création et les œuvres finales sont en bronze

## Biographie
Serge Baroteaux naît à Tours en 1952, il étudie la sculpture à l’École supérieure des beaux-arts de Tours, dans l'atelier de Paule Couteau, Prix de Rome et poursuit des études de dessin avec Jean Abadie.
Il commence sa vie professionnelle en réalisant des sculptures ornementales sur meubles. Puis, il
travaille à la conception de modèles pour des céramistes et des bronziers.
Ilcommence sa vie professionnelle en réalisant des sculptures ornementales sur meubles. Il crée durant dix-huit ans plusieurs centaines de médailles pour divers fabricants, dont la Monnaie de Paris.
En 1985, il installe son atelier dans l'île de Noirmoutier et enseigne la sculpture et le dessin plusieurs années. Parallèlement à son travail de médailleur, il oriente son travail vers la sculpture statuaire.
Depuis 1998, il diffuse ses œuvres par l’intermédiaire de galeries. Il est membre de la fondation Taylor.

## Ses œuvres
Lors de la création il privilégie le travail à la cire et l’œuvre finale est majoritairement présentée en bronze ,. Il travaille suivant les besoins de sa sculpture, d'imagination ou d’après nature. « C'est le rapport harmonieux de chacun ses éléments à l'ensemble qui rend intelligible et vivante son œuvre. Donner à voir sans être descriptif. Ses sculptures sont, avant tout, des évocations. Leur aspect brut et apparemment inachevé est destiné à laisser le plus possible libre cours à l'imaginaire et à l'émotion du spectateur » .
« Dans ses œuvres et leurs titres, il y a souvent du second degré et même un subtil humour. Ce sculpteur est proche de l'éthologie par son sens de l'observation des humains et des animaux. Ses œuvres sont des études comportementales, des instants volés, des scènes de vie entre-aperçues. » (Hortense de Champenois Préface de L'Art et la Matière.

Quelques oeuvres
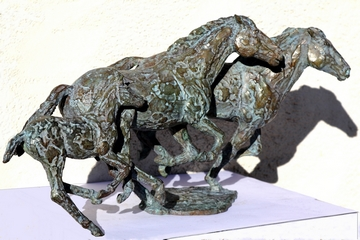
Duo au poulain bronze
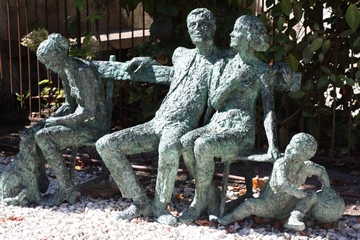
Jardin public
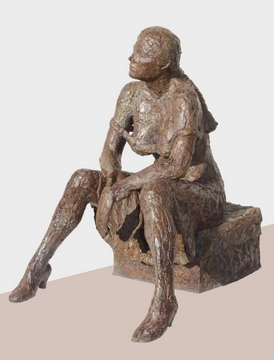
Quelle chaleur

## Prix et réalisations

### Prix et récompenses
- 1979 : Prix de sculpture d’Azay-le-Rideau
- 1980 : Prix de sculpture du salon du Ripault
- 1981 : Prix de sculpture de la ville de Descartes
- 1982 : Prix de sculpture de la ville d’Amboise
- 1983 : Médaille d’or du salon de sculpture Tours
- 1993 : Médaille de bronze du Salon des artistes français
- 1994 : Prix de sculpture de Sablé-sur-Sarthe
- 1999 : Médaillé Arts-Sciences-Lettres Paris
- 2000 : Prix de sculpture des Sorinières

### Réalisations
- 1983 : Une médaille à l’effigie de Jean Meunier, grand résistant et président fondateur du quotidien régional La Nouvelle République du Centre-Ouest
- 1983 : Une médaille interarmées pour le cabinet du Ministre des Armées Charles Hernu
- 1985 : Le trophée du court métrage de Rueil-Malmaison
- 1993 : Un médaillon et des médailles pour le bicentenaire des Guerres de Vendée
- 1994 : Un médaillon en bronze de 30 cm pour le débarquement de Normandie de 1944, remis au président des États-Unis Ronald Reagan, lors de sa venue en France
- 1995 : Buste de Jacques Oudin
- 1998 : Une médaille commémorative de 10 cm pour le Musée de Bretagne à Rennes
- 1999 : Trophée en bronze remis au vainqueur d’une étape du Tour de France
- 2001 : Un buste de Philippe-Gérard compositeur de musique

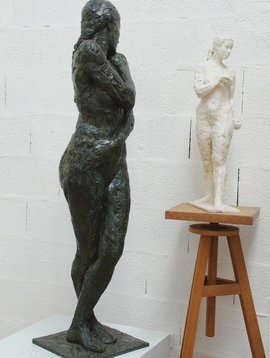
Volute bronze, Pomone plâtre

### Œuvres actuellement exposées dans des lieux publics
- 1989 : Une médaille commémorative pour le Musée de Bayeux (passage de la comète de Halley sur la tapisserie)
- 1998 : Ville de Noyal-Chatillon, L'Agonie du Minotaure
- 1989 : Une médaille commémorative de 10 cm pour le musée  de Bretagne à Rennes

- 2002 : Ville de Carquefou
- 2003 : Ville de la Flèche, Le temps passe
- 2003 : Figuration d’une douzaine de ses sculptures dans un téléfilm de TF1 en 5 épisodes, Le Bleu de l'océan
- 2007 : Un buste de Michel Jouenne, peintre de la Marine, pour le Musée de Saint-Rémy de Provence
- 2008 : triptyque en bronze, hôpital de Challans